# پارادایم‌های پردیس
پارادایم‌های پردیس: درآمدی بر بازشناسی و بازآفرینی باغ ایرانی کتابی است در زمینه بازشناسی و بازآفرینی باغ ایرانی اثر آزاده شاهچراغی عضو هیئت علمی دانشگاه آزاد اسلامی واحد علوم و تحقیقات است که در سال ۱۳۸۹ توسط جهاد دانشگاهی واحد تهران منتشر شد.

## جوایز و افتخارات
- ۱۳۹۰ شایسته تقدیر بیست و نهمین دوره جایزه کتاب سال جمهوری اسلامی ایران در بخش معماری[۴]
- ۱۳۸۹ برگزیده چهاردهمین دوره جایزه کتاب فصل ایران در بخش هنر[۵]
- ۱۳۸۹ برنده جایزه افتخار در نخستین دوسالانه کتاب معماری و شهرسازی جایزه دکتر منوچهر مزینی[۲]